# Le Portrait de Mr. W. H.
Le Portrait de Mr. W. H. (The Portrait of Mr W. H.) est une nouvelle d'Oscar Wilde publiée pour la première fois en 1889 dans Blackwood's Magazine.

## Résumé

### Contexte
Les Sonnets de Shakespeare sont introduits par la dédicace « Au seul générateur des Sonnets que voici Mr. W. H. félicité et cette éternité que promet notre poète à jamais vivant sont souhaitées par le bienveillant aventureux divulgateur T.T. ». Qui est ce mystérieux Mr. W. H. ? Pendant des siècles, les théories de différents experts se sont succédé. Wilde y ajoute la sienne sous la forme de cette longue nouvelle.

### Histoire
Le narrateur discute avec son vieil ami Erskine qui lui raconte l’histoire d’un de ses compagnons de jeunesse, Cyril Graham, convaincu d’avoir percé le mystère de l’identité de Mr. W. H. Selon lui, il s’agirait d’un jeune acteur qui jouait les rôles féminins comme c’était la règle dans le théâtre élisabéthain, et dont Shakespeare était follement amoureux. Mais Cyril Graham décède avant d’avoir pu récolter toutes les preuves pour soutenir sa thèse. Intrigué par cette histoire, le narrateur va à son tour se plonger dans ces Sonnets pour tenter d’en découvrir la clé.

### Commentaires
Cette nouvelle permet à Wilde de développer avec brio, passion et érudition son interprétation des Sonnets, en les citant abondamment, les décortiquant, les éclairant par des références à la société dans laquelle vivait Shakespeare, parsemant ses découvertes de réflexions personnelles sur l’art en général et le théâtre en particulier.
En réalité, ce livre contient la matière pour un essai. Mais comme il est difficile de soutenir impunément la thèse de l’homosexualité de Shakespeare en pleine période victorienne, surtout lorsqu’on commence soi-même à avoir une réputation sulfureuse, Wilde a préféré utiliser le masque de la fiction. Cette forme permet aussi à Wilde de donner au texte une dimension plus dramatique et de l’agrémenter d’aphorismes et de paradoxes qu’il chérit tant.
Cette nouvelle est publiée en 1889, soit un an avant Le Portrait de Dorian Gray dont elle éclaire particulièrement bien la passion de Dorian pour l’actrice.